# Grijskeelborstelneus
De grijskeelborstelneus (Gymnobucco bonapartei) is een vogel uit de familie Lybiidae (Afrikaanse baardvogels). Deze vogel is genoemd naar de Franse ornitholoog Karel Lucien Bonaparte.

## Verspreiding en leefgebied
Deze soort komt voor in centraal en het westelijke deel van Centraal-Afrika en telt twee ondersoorten:
- G. b. bonapartei: van westelijk Kameroen tot Gabon, centraal Congo-Kinshasa en noordelijk Angola.
- G. b. cinereiceps: van de Centraal-Afrikaanse Republiek en zuidelijk Soedan tot oostelijk Congo-Kinshasa, noordwestelijk Tanzania en westelijk Kenia.

## Status
De grootte van de populatie is niet gekwantificeerd maar de soort wordt omschreven als wijdverspreid en zeer algemeen. Op de Rode lijst van de IUCN heeft deze soort de status niet bedreigd.